# Deniz Öncü
Deniz Öncü (Alanya, 26 luglio 2003) è un pilota motociclistico turco.
Anche suo fratello gemello, Can Öncü, è un pilota motociclistico professionista.

## Carriera
Comincia a correre in moto nel 2011. Partecipa a competizioni nazionali e internazionali, vincendo nel 2015 i campionati europeo e turco di Supermoto, classe 85. Nel 2016 corre nell'Asia Talent Cup. Nel 2017 passa nella MotoGP Rookies Cup. Nel 2019 debutta nella classe Moto3 del motomondiale correndo con la KTM RC 250 GP del team Ajo Motorsport i Gran Premi di Repubblica Ceca e Austria come wild card e i Gran Premi di San Marino, Aragona e Thailandia in sostituzione dell'infortunato gemello Can; non ha ottenuto punti.
Nel 2020 corre come pilota titolare con la KTM del team Tech 3; il compagno di squadra è Ayumu Sasaki. Ottiene come miglior risultato un sesto posto in Comunità Valenciana e termina la stagione al 17º posto con 50 punti.
Nel 2021 rimane nella stessa squadra. Ottiene due secondi posti (Austria e Aragona) e un terzo posto in Catalogna. In occasione del Gran Premio di Stiria ottiene la sua prima pole position nel motomondiale. Nel Gran Premio delle Americhe si rende protagonista di un incidente che coinvolge anche Jeremy Alcoba, Andrea Migno e Pedro Acosta e viene per questo escluso dai successivi due Gran Premi di Emilia Romagna e Algarve. Chiude la stagione all'11º posto con 95 punti. Nel 2022 inizia il terzo anno con Tech 3, il compagno di squadra e Adrián Fernández. Porta a termine tutte le gare in calendario, sale tre volte sul podio, e chiude la stagione al quinto posto con 200 punti.
Nel 2023 passa al team Red Bull KTM Ajo. Ottiene la sua prima vittoria nel motomondiale al Gran Premio di Germania, superando Ayumu Sasaki all'ultima curva. Nel corso del campionato ottiene altre due vittorie e si classifica, miglior pilota KTM, al quarto posto nel mondiale.
Nel 2024 prosegue con Ajo passando in Moto2 con Celestino Vietti come compagno di squadra. Pur dovendo saltare alcune gare per infortunio, al rientro centra il primo podio in questa categoria al Sachsenring. Conclude il campionato in ventesima posizione nonché terzo tra gli esordienti.

## Risultati nel motomondiale
| 2019 | Classe | Moto |  |  |  |  |  |  |  |  |  |    |    |  |    |    |    |  |  |  |  |  |  |  | Punti | Pos. |
| ---- | ------ | ---- |  |  |  |  |  |  |  |  |  | -- | -- |  | -- | -- | -- |  |  |  |  |  |  |  | ----- | ---- |
| 2019 | Moto3  | KTM  |  |  |  |  |  |  |  |  |  | 18 | 17 |  | 16 | 24 | 19 |  |  |  |  |  |  |  | 0     |      |

| 2020 | Classe | Moto |    |    |     |    |   |     |    |   |     |    |    |   |    |   |    |  |  |  |  |  |  |  | Punti | Pos. |
| ---- | ------ | ---- | -- | -- | --- | -- | - | --- | -- | - | --- | -- | -- | - | -- | - | -- |  |  |  |  |  |  |  | ----- | ---- |
| 2020 | Moto3  | KTM  | 12 | 25 | Rit | 15 | 8 | Rit | 16 | 7 | Rit | 22 | 15 | 7 | 14 | 6 | 10 |  |  |  |  |  |  |  | 50    | 17º  |

| 2021 | Classe | Moto |    |    |    |    |   |     |   |    |    |    |   |   |   |    |   |    |    |   |  |  |  |  | Punti | Pos. |
| ---- | ------ | ---- | -- | -- | -- | -- | - | --- | - | -- | -- | -- | - | - | - | -- | - | -- | -- | - |  |  |  |  | ----- | ---- |
| 2021 | Moto3  | KTM  | 20 | 18 | 15 | 20 | 9 | Rit | 3 | 16 | 15 | 21 | 2 | 8 | 2 | 21 | 5 | SQ | SQ | 5 |  |  |  |  | 95    | 11º  |

| 2022 | Classe | Moto |   |   |    |   |   |   |   |    |   |   |   |   |   |   |   |    |    |   |    |   |  |  | Punti | Pos. |
| ---- | ------ | ---- | - | - | -- | - | - | - | - | -- | - | - | - | - | - | - | - | -- | -- | - | -- | - |  |  | ----- | ---- |
| 2022 | Moto3  | KTM  | 4 | 5 | 14 | 5 | 4 | 4 | 9 | 15 | 5 | 7 | 9 | 3 | 4 | 4 | 4 | 15 | 17 | 2 | 10 | 2 |  |  | 200   | 5º   |

| 2023 | Classe | Moto |    |    |   |   |   |   |   |   |    |   |    |   |    |     |   |   |   |    |   |   |  |  | Punti | Pos. |
| ---- | ------ | ---- | -- | -- | - | - | - | - | - | - | -- | - | -- | - | -- | --- | - | - | - | -- | - | - |  |  | ----- | ---- |
| 2023 | Moto3  | KTM  | 10 | 24 | 6 | 9 | 6 | 2 | 1 | 3 | 11 | 1 | 11 | 3 | 14 | Rit | 8 | 1 | 5 | 11 | 3 | 5 |  |  | 223   | 4º   |

| 2024 | Classe | Moto  |    |    |    |    |    |    |    |     |     |     |    |   |    |     |   |    |    |    |   |    |  |  | Punti | Pos. |
| ---- | ------ | ----- | -- | -- | -- | -- | -- | -- | -- | --- | --- | --- | -- | - | -- | --- | - | -- | -- | -- | - | -- |  |  | ----- | ---- |
| 2024 | Moto2  | Kalex | 15 | 20 | 22 | 14 | 18 | 19 | 13 | Inf | Inf | Inf | 11 | 3 | 19 | Rit | 9 | 17 | 21 | 10 | 7 | 21 |  |  | 49    | 20º  |

| 2025 | Classe | Moto  |    |    |     |   |   |    |    |   |   |     |   |    |     |  |  |  |  |  |  |  |  |  | Punti | Pos. |
| ---- | ------ | ----- | -- | -- | --- | - | - | -- | -- | - | - | --- | - | -- | --- |  |  |  |  |  |  |  |  |  | ----- | ---- |
| 2025 | Moto2  | Kalex | 12 | 14 | Rit | 2 | 5 | 17 | 19 | 1 | 6 | Rit | 1 | 13 | Inf |  |  |  |  |  |  |  |  |  | 100   |      |

| Legenda | 1º posto        | 2º posto            | 3º posto            | A punti      | Senza punti        | Grassetto – Pole position Corsivo – Giro più veloce |
| Legenda | Gara non valida | Non qual./Non part. | Ritirato/Non class. | Squalificato | '-' Dato non disp. | Grassetto – Pole position Corsivo – Giro più veloce |